# آسیا پسیفیک ایرلاینز
آسیا پسیفیک ایرلاینز (به انگلیسی: Asia Pacific Airlines (PNG)) یک شرکت هواپیمایی است که در ۱۹۹۱ میلادی تأسیس شده‌است.